# Neobythites sivicola
Neobythites sivicola är en fiskart som först beskrevs av Jordan och Snyder, 1901.  Neobythites sivicola ingår i släktet Neobythites och familjen Ophidiidae. Inga underarter finns listade i Catalogue of Life.